# Loosbroek
Loosbroek (dialect: Lôsbroek) is een dorp in de Nederlandse provincie Noord-Brabant, gelegen in de Meierij van 's-Hertogenbosch. Loosbroek behoort tot de gemeente Bernheze. Loosbroek heeft 1.020 inwoners.
Vóór de gemeentelijke herindeling van 1994 waarbij de gemeente Bernheze werd gevormd, was Loosbroek verdeeld over drie verschillende gemeenten: Nistelrode, Heesch en Heeswijk-Dinther.

## Geschiedenis
Op 23 september 1923 verongelukte boven Loosbroek een luchtballon ten gevolge van blikseminslag. Hierbij kwamen twee Amerikaanse officieren om het leven. Het bleek om deelnemers aan de Gordon Bennett Cup te gaan, een wedstrijd voor luchtballonnen die vanuit Brussel gestart was. Drie ballonnen werden door de bliksem getroffen, wat vijf doden en een zwaargewonde tot gevolg had.

## Kerkelijke geschiedenis
Sinds 1899 werd de Heilige Donatus te Loosbroek vereerd.

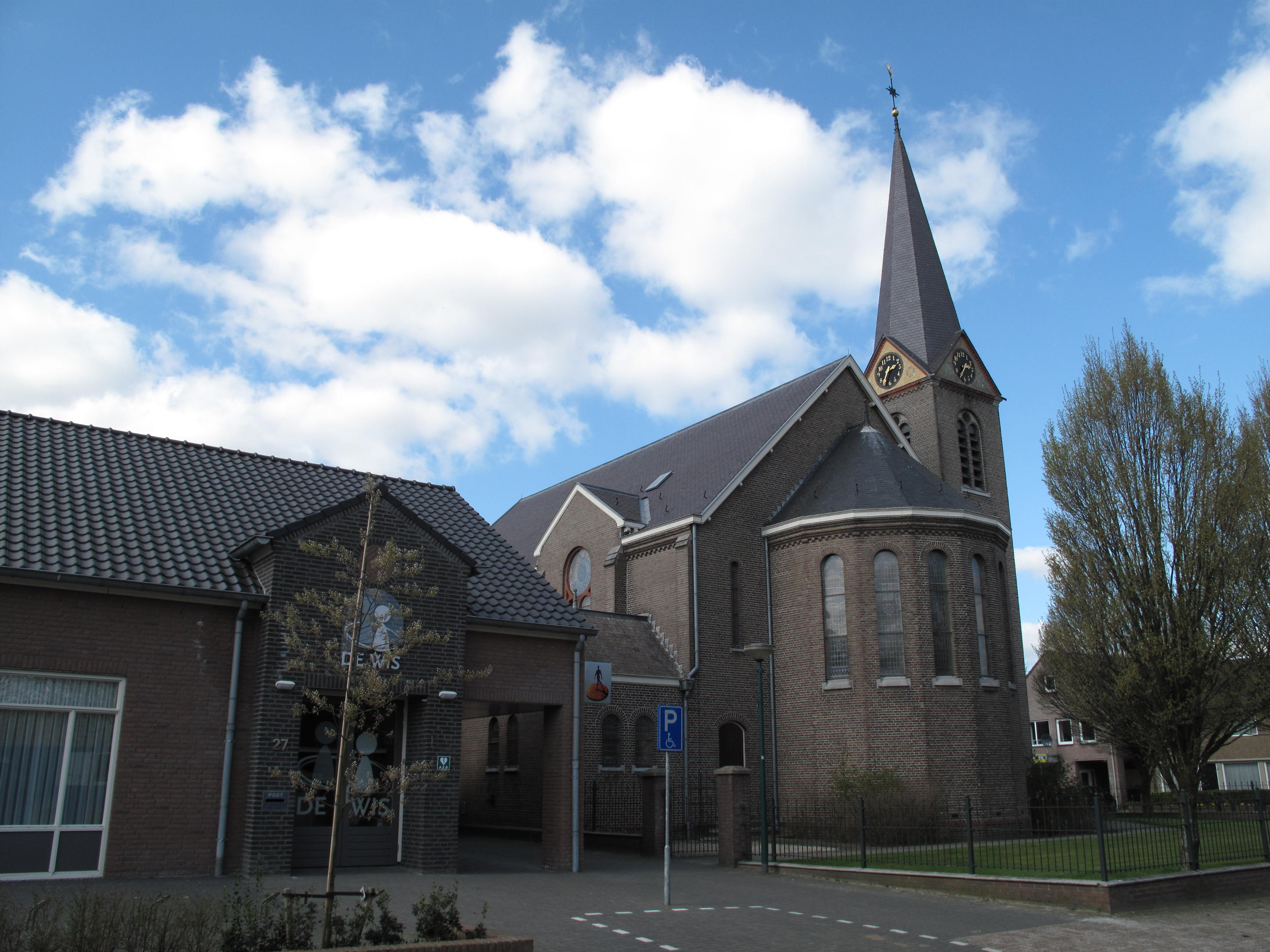
Sint-Antonius van Paduakerk

Tot 1898 behoorde Loosbroek tot de parochie Dinther, maar in 1898 kreeg men toestemming om een eigen parochie te stichten. In hetzelfde jaar werd een houten noodkerk gebouwd op grond die door de bewoners van Kasteel Heeswijk ter beschikking was gesteld; deze kerk bleek echter zo bouwvallig dat ze al in 1902 moest worden herbouwd.
In 1912 begon men aan de bouw van de Sint-Antonius van Paduakerk, een kerk in neoromaanse stijl naar ontwerp van Jos Margry; de bouwpastoor was Albertus Werners. De kerk is in 1913 ingewijd, en in 2005 gerestaureerd.

## Bezienswaardigheden
- De Sint-Antoniuskerk heeft enkele stenen beelden van St. Donatus, alsook een reliek van St. Donatus.
- In de tuin van de Sint-Antoniuskerk staat een Heilig Hartbeeld van Peter Roovers.
- Verschillende gemeentelijke monumenten in Loosbroek.
- De distilleerderij van Bus Whisky

## Natuur en landschap
In het gebied rondom de Bleken leven dassen. Het is deels open terrein met het Wolvenbos en een waterwingebied van Brabant Water.
Het Wolvenbos is een landgoed van 54 hectare nabij Kaathoven, in bezit geweest van Ewald Marggraff, en na diens dood in 2003 opengesteld voor het publiek. Vanwege verwaarlozing door Marggraff is het gebied sterk verwilderd en zijn de aanwezige gebouwen, zoals een hoekgevelboerderij, tot ruïnes vervallen.
Ten westen van Loosbroek, aansluitend bij de Heeswijkse Bossen ligt een 30 ha groot waterwingebied van Brabant Water. Er wordt 3 tot 7,8 miljoen m3 water per jaar aan de bodem onttrokken door middel van 25 putten die diepten van 116 tot 163 meter bereiken. Het gebied is vrij toegankelijk.

## Recreatie
In Loosbroek bevindt zich een evemenetenlocatie, Lunenburg Events & More, die publiek uit de hele regio trekt. Loosbroek heeft sinds 1 januari 2023 ook een omnisportclub genaamd Sportclub Loosbroek met afdelingen voor tennis, voetbal en korfbal.

## Nabijgelegen kernen
Nistelrode, Dinther, Vorstenbosch en Kaathoven